# 丰富镇
丰富镇，是中华人民共和国陕西省安康市宁陕县一个已撤销的乡级行政区，2015年，陕西省民政厅批复同意撤销丰富镇，将其所辖行政区域划归广货街镇。